# 12 september
12 september is de 255ste dag van het jaar (256ste dag in een schrikkeljaar) in de gregoriaanse kalender. Hierna volgen nog 110 dagen tot het einde van het jaar.

## Gebeurtenissen
- Algemeen
  - 443 - In Rome weigert de Senaat de jaarlijkse schatting aan de Hunnen te betalen. Ter voorbereiding van een onvermijdelijke oorlog wordt een wet uitgevaardigd die aan iedere dux (gouverneur) extra taken toebedeelt.
  - 1477 - Hendrik III van Nassau-Beilstein wordt opgevolgd door zijn neef Hendrik IV.
  - 1835 - De dirigent Wilhelm Friedrich Wieprecht en de muziekinstrumentenbouwer Johann Gottfried Moritz vragen het patent aan voor hun "Bass Tuba" in F1.
  - 1940 - Schooljongens ontdekken prehistorische schilderingen in de grotten van Lascaux.
  - 1953 - John F. Kennedy treedt in het huwelijk met Jackie Bouvier.
  - 1990 - De Indiase politie arresteert ongeveer 10.000 hindoeïstische studenten, die een betoging willen houden in de overwegend door moslims bewoonde stad Srinagar.
  - 2012 - De Britse premier David Cameron biedt nabestaanden excuses aan voor de Hillsboroughramp van 1989, waarbij 96 supporters werden doodgedrukt op een overvolle tribune.
  - 2021 - Een groep van 82 dierenactivisten weten zich toegang te verschaffen tot het terrein van de kalverslachterij Ekro in Apeldoorn en ketenen zich vast. De Mobiele Eenheid wordt ingeschakeld.
  - 2023 - In de Vietnamese hoofdstad Hanoi vallen tientallen dodelijke en gewonde slachtoffers door een flatbrand. De eigenaar van het gebouw wordt opgepakt op verdenking van het overtreden van de brandpreventievoorschriften.[1]
- Media
  - 1949 - Na een verschijningsverbod van vier jaar mag het dagblad De Telegraaf weer verschijnen.
  - 2007 - De NOS begint met het uitzenden van alle journaals, sport- en evenementenprogramma's in breedbeeld.
- Muziek
  - 2010 - Tijdens een prijsuitreiking van de MTV Video Music Awards baart Lady Gaga opzien door in een jurk gemaakt van vlees, met bijbehorende laarzen en hoofddeksel, te verschijnen. Ze wint in totaal 8 awards.[2]
- Oorlog
  - 1943 - Na eerst in 'huisarrest' gezeten te hebben, wordt Benito Mussolini bevrijd door de Duitsers, onder leiding van Otto Skorzeny.
  - 1944 - In Limburg begint de bevrijding van Nederland. Noorbeek wordt als eerste gemeente van Nederland bevrijd door de geallieerden.
  - 1969 - Op last van president Nixon hervatten de Amerikanen zware bombardementen op Vietnam.
- Politiek
  - 1683 - Het beleg van Wenen wordt gebroken bij aankomst van een strijdmacht van 30.000 Poolse, Oostenrijkse en Duitse troepen onder leiding van de Poolse koning Jan Sobieski.
  - 1949 - Verkiezing van Theodor Heuss tot eerste bondspresident van West-Duitsland.
  - 1974 - In Ethiopië wordt de keizer, Haile Selassie, na een 58-jarige regeringsperiode afgezet.
  - 1977 - Steve Biko sterft als gevolg van mishandeling door politie in Zuid-Afrika. Zijn dood krijgt een symboolfunctie in het anti-Apartheidsprotest.
  - 1980 - Militaire staatsgreep in Turkije.
  - 1990 - In Moskou ondertekenen Oost- en West-Duitsland en de vier geallieerde winnaars van de Tweede Wereldoorlog het zogenaamde "2 + 4"-verdrag. Dit verdrag herstelt de soevereiniteit van Duitsland en legt het internationale statuut van het nieuwe herenigde Duitsland vast.
  - 1992 - In Peru wordt de leider van het Lichtend Pad, Abimael Guzmán, gearresteerd samen met enkele andere kopstukken van de partij.
  - 2001 - Als gevolg van de aanslagen op 11 september 2001 stelt de NAVO voor het eerst in zijn geschiedenis vast dat er sprake is van een situatie als bedoeld in Artikel 5 van het NAVO-akkoord.
  - 2006 - 61ste zitting van de Algemene Vergadering van de Verenigde Naties gaat van start.
  - 2012 - Verkiezingen voor de Nederlandse Tweede Kamer der Staten-Generaal. De VVD behaalt het historische aantal van 41 zetels.
  - 2019 - Installatie van Anno Wietze Hiemstra als nieuwe burgemeester van de gemeente Aa en Hunze, hij volgt daarmee Ton Baas, waarnemend burgemeester op en formeel burgemeester Piet van Dijk.
- Recreatie
  - 1986 - Opening van de attractie Captain EO in Epcot.
  - 2005 - Opening van Hong Kong Disneyland, het eerste Disney-park binnen het Hong Kong Disneyland Resort
- Religie
  - 1842 - Verheffing van de Apostolische Prefectuur Nederlands Guyana of Suriname tot Apostolisch vicariaat.
  - 1972 - Benoeming van Paul Schruers tot bisschop-coadjutor met recht van opvolging van Hasselt in België.
- Sport
  - 1907 - Oprichting van de Spaanse voetbalclub Real Betis uit de stad Sevilla.
  - 1922 - Opening van het Stade Marcel Picot in de Franse stad Tomblaine.
  - 1973 - Het Nederlands voetbalelftal verslaat Noorwegen in Oslo met 2-1 in de kwalificatiereeks voor het WK voetbal 1974 in West-Duitsland. Doelpuntenmakers zijn Johan Cruijff en Barry Hulshoff.
  - 1982 - De Amerikaanse tennisser Jimmy Connors wint de US Open door de Tsjech Ivan Lendl te verslaan.
  - 1988 - Mats Wilander lost Ivan Lendl na 157 weken af als nummer één op de wereldranglijst der tennisprofessionals; de Zweed wordt de zevende aanvoerder van die lijst na Ilie Năstase (1), John Newcombe (2), Jimmy Connors (3), Björn Borg (4), John McEnroe (5) en Lendl (6).
  - 1990 - Tegen België speelt het voetbalelftal van de Duitse Democratische Republiek zijn allerlaatste interland uit de geschiedenis.
  - 1999 - In Padova verliest de Nederlandse hockeyploeg in de finale van het Europees kampioenschap opnieuw op strafballen van titelverdediger Duitsland.
  - 2003 - Opening van de Arena Petrol, een multifunctioneel voetbalstadion in de Sloveense stad Celje, dat aanvankelijk bekendstaat als Športni Park Pod Golovcem.
  - 2012 - De IAAF World Challenge-atletiekmeeting in het Senegalese Dakar wordt geannuleerd wegens zware overstromingen die het West-Afrikaanse land teisteren.
  - 2021 - Rolstoeltennisster Diede de Groot wint op de US Open en heeft daarmee ook de Golden Slam weten te bereiken. Ze is de eerste rolstoeltennisster die de Golden Slam voltooit.[3]
- Wetenschap en technologie
  - 1909 - De Duitser Max Wolf maakt de eerste fotografische opname van de komeet Halley.
  - 1958 - Jack Kilby presenteert de eerste werkende geïntegreerde schakeling, maar verliest het patent 11 jaar later aan Robert Noyce.
  - 1959 - Lancering van de Russische Loena 2.
  - 1962 - President John F. Kennedy verklaart dat de VS voor het eind van het decennium een mens naar de maan en weer terug zullen brengen.
  - 1966 - Lancering van een Titan II raket vanaf Cape Canaveral LC-19 voor de Gemini-11 missie met de astronauten Pete Conrad en Richard Gordon.[4]
  - 1970 - Lancering van Loena 16, het eerste onbemande ruimtetuig dat bodemmonsters van de maan naar de aarde terugbrengt.
  - 1992 - NASA astronaut Mae Jemison is de eerste Afrikaans-Amerikaanse vrouw die naar de ruimte gaat. Ze doet dit als bemanningslid van spaceshuttle missie STS-47.[5]
  - 2022 - Lancering van de onbemande missie NS-23 met de New Shepard raket 4 van Blue Origin vanaf Launch Site One, Corn Ranch, Texas (Verenigde Staten) voor een suborbitale vlucht met aan boord 36 experimenten. Door een technisch probleem wordt de vlucht na ongeveer 1 minuut afgebroken waarna de capsule aan parachutes een gecontroleerde landing maakt, de raket zelf stort wel neer.[6][7]
  - 2023 - Lancering van een Falcon 9 raket van SpaceX vanaf Vandenberg Space Force Base SLC-4E voor de Starlink group 7-2 missie met 21 Starlink satellieten.[8]

## Geboren

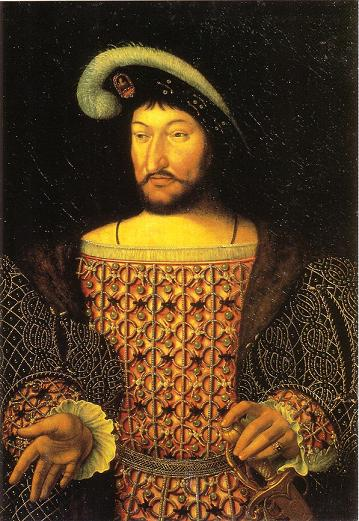
Frans I van Frankrijk
geboren in 1494

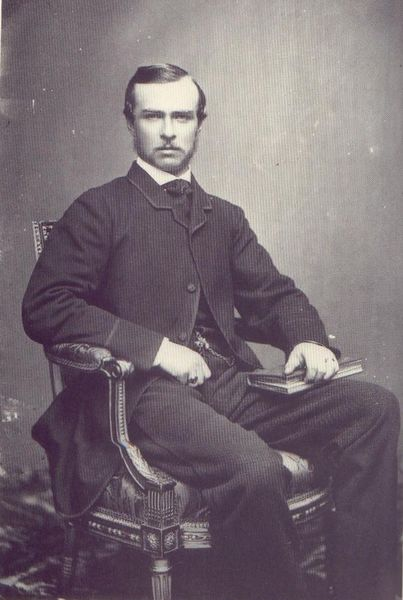
Lodewijk IV van Hessen-Darmstadt
geboren in 1837

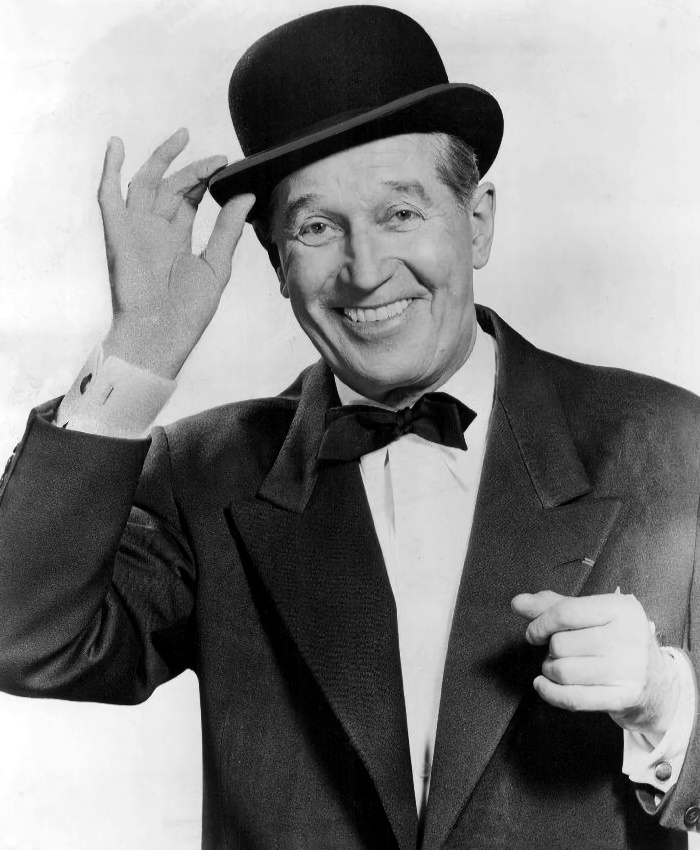
Maurice Chevalier
geboren in 1888

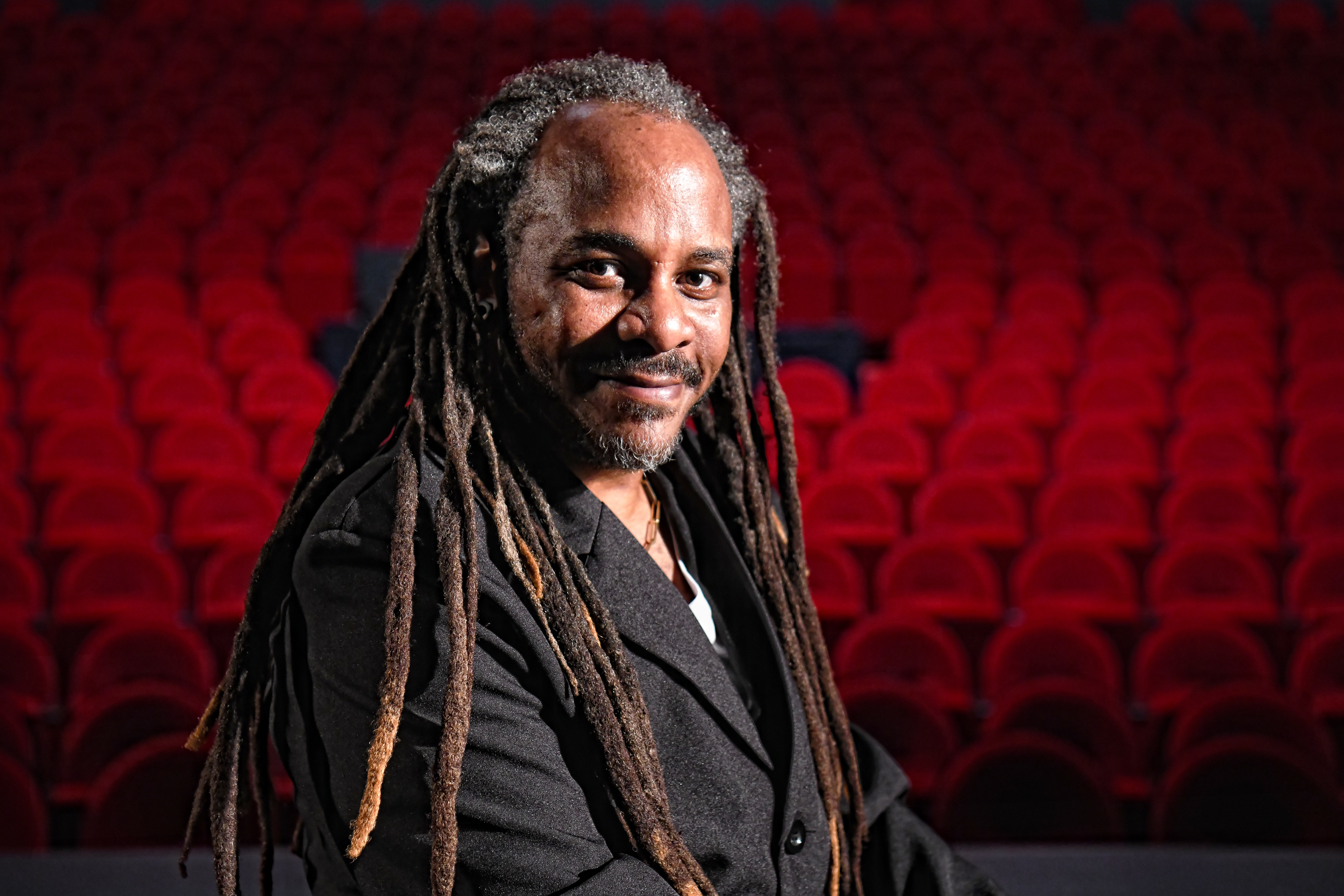
Marlon Kicken
geboren in 1973

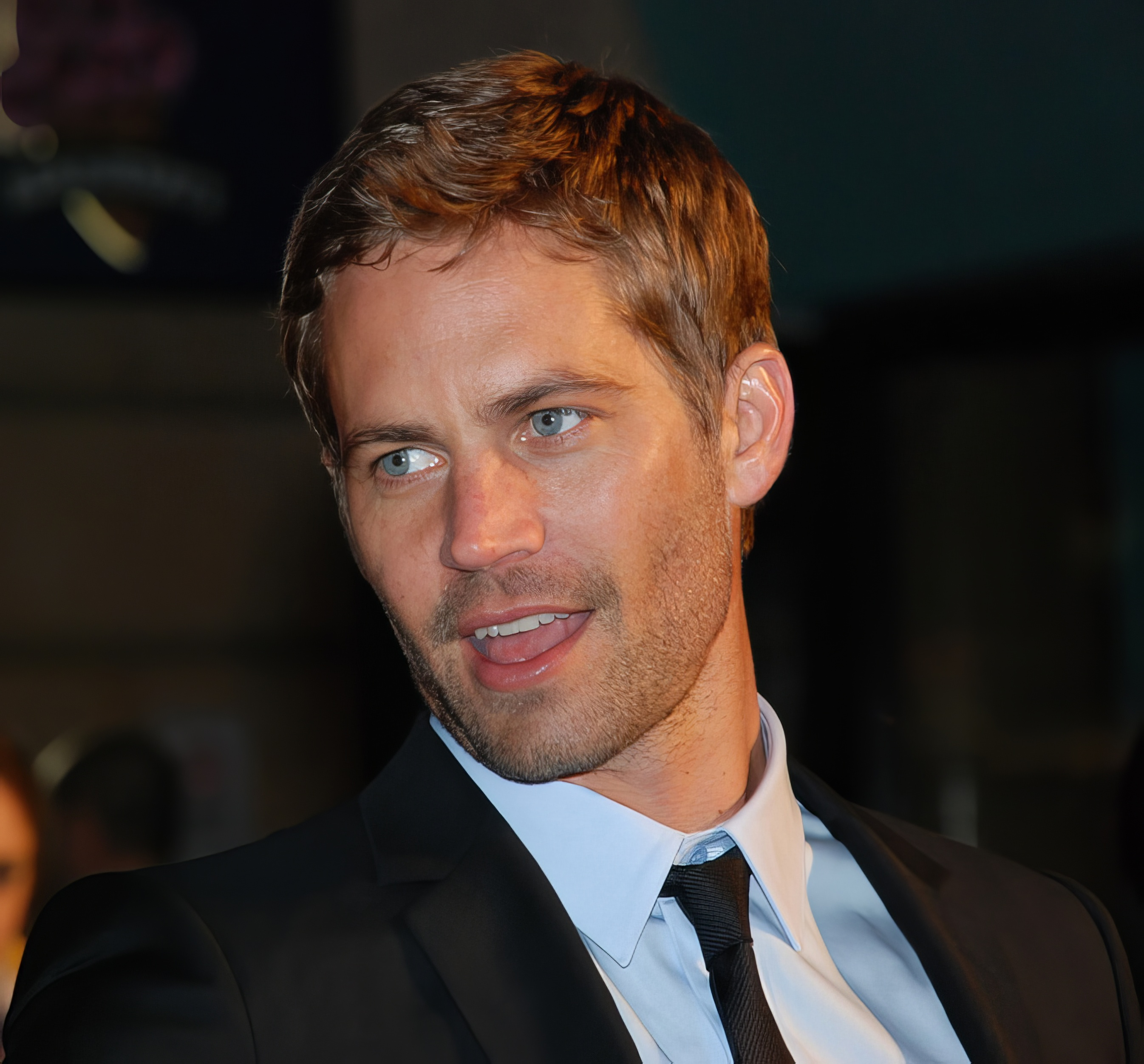
Paul Walker
geboren in 1973

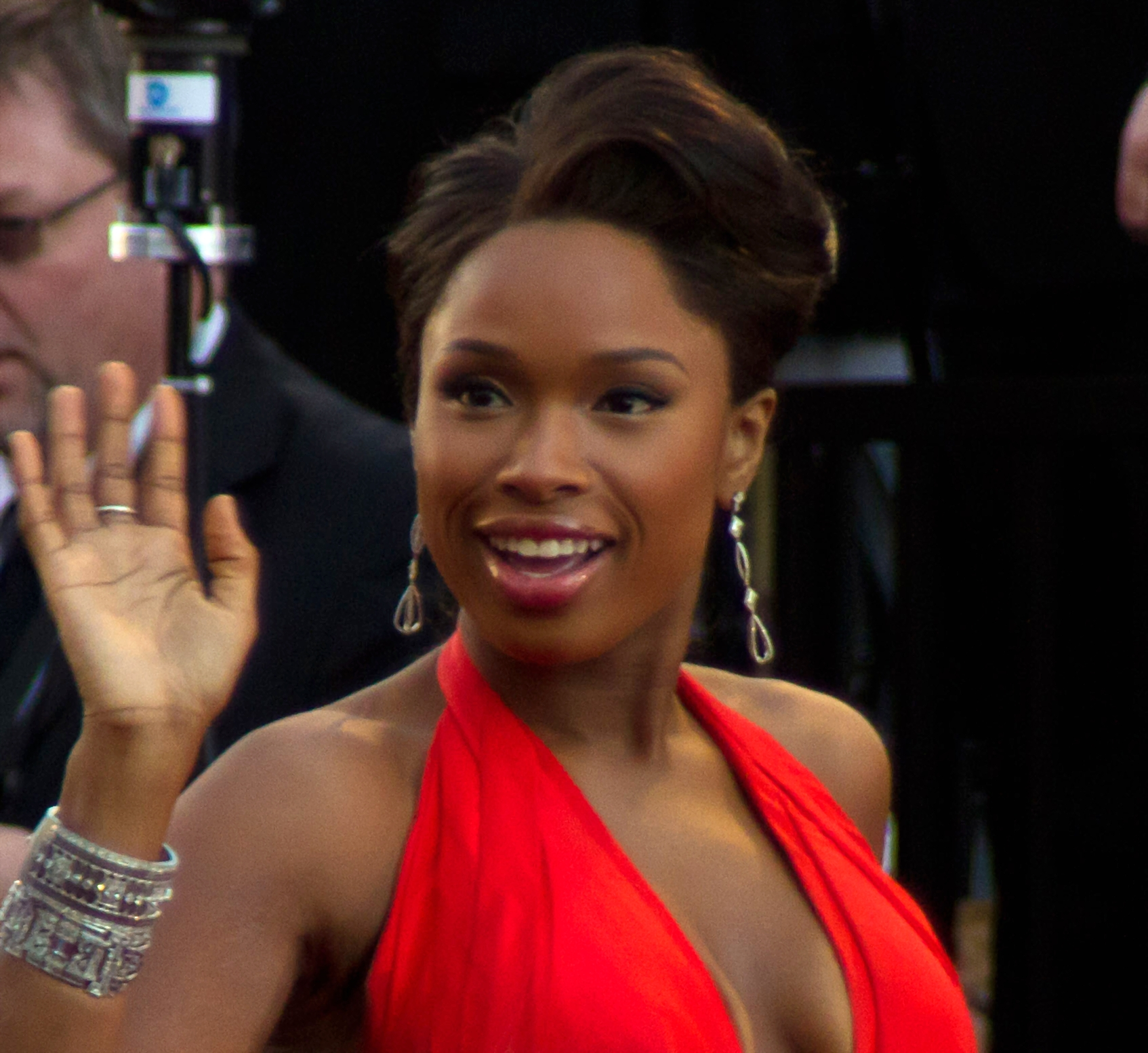
Jennifer Hudson
geboren in 1981

- 1494 - Frans I van Frankrijk, koning van Frankrijk (overleden 1547)
- 1778 - Carl Ludwig Koch, Duits entomoloog en arachnoloog (overleden 1857)
- 1797 - Emilie de Vialar, Frans zuster en heilige (overleden 1856)
- 1818 - Richard Gatling, Amerikaans uitvinder (overleden 1903)
- 1837 - Lodewijk IV van Hessen-Darmstadt, groothertog van Hessen (overleden 1892)
- 1857 - George Hendrik Breitner, Nederlands kunstschilder (overleden 1923)
- 1858 - Fernand Khnopff, Belgische symbolistische schilder, beeldhouwer en ontwerper (overleden 1921)
- 1878 - Jimmy Ashcroft, Engels voetballer (overleden 1943)
- 1882 - Ragnvald Blix - Noorse illustrator, tijdschriftredacteur en karikaturist (overleden 1958)
- 1888 - Maurice Chevalier, Frans zanger (overleden 1972)
- 1897 - Grietje Jansen-Anker, oudste persoon van Nederland (overleden 2009)
- 1897 - Irène Joliot-Curie, Frans chemicus (overleden 1956)
- 1898 - Ben Shahn, Amerikaans fotograaf en artiest (overleden 1969)
- 1900 - Haskell Curry, Amerikaans wiskundige (overleden 1982)
- 1900 - Eduard Elias, Nederlands columnist, journalist en schrijver (overleden 1967)
- 1901 - Ernst Pepping, Duits componist (overleden 1981)
- 1903 - Hubert van Hille, Nederlands kunstschilder en lithograaf (overleden 1983)
- 1905 - Émile Lachapelle, Zwitsers stuurman bij het roeien (overleden 1988)
- 1906 - Gerhard Winkler, Duits componist (overleden 1977)
- 1908 - Jarl Malmgren, Fins voetballer (overleden 1942)
- 1909 - Benne Holwerda, Nederlands theoloog, predikant en hoogleraar (overleden 1952)
- 1909 - Bull Verweij, Nederlands ondernemer (overleden 2010)
- 1910 - Billy Devore, Amerikaans autocoureur (overleden 1985)
- 1911 - Gerhart Riegner, Duits godsdienstfilosoof en Joods verzetsstrijder (overleden 2001)
- 1912 - Osvaldo Bailo, Italiaans wielrenner (overleden 1997)
- 1913 - Jesse Owens, Amerikaans atleet (overleden 1980)
- 1914 - Desmond Llewelyn, Brits acteur (overleden 1999)
- 1916 - Tony Bettenhausen, Amerikaans autocoureur (overleden 1961)
- 1916 - Edward Binns, Amerikaans acteur (overleden 1990)
- 1916 - Henri van Praag, Nederlands parapsycholoog (overleden 1988)
- 1916 - Ebe Yoder, Amerikaans autocoureur (overleden 1995)
- 1919 - Jean Prouff, Frans voetballer en voetbalcoach (overleden 2008)
- 1920 - Carel Enkelaar, Nederlands journalist (overleden 1996)
- 1920 - Fokke Jagersma, Nederlands verzetsstrijder (overleden 1944)
- 1920 - Jan Willem Schulte Nordholt, Nederlands dichter en historicus (overleden 1995)
- 1921 - Stanisław Lem, Pools schrijver (overleden 2006)
- 1922 - Fons van Bastelaar, Nederlands burgemeester (overleden 2022)
- 1922 - Walter Goulart da Silveira (Santo Cristo), Braziliaans voetballer (overleden 2003)
- 1924 - Gust Van Brussel, Belgisch auteur (overleden 2015)
- 1925 - Dickie Moore, Amerikaans acteur (kind-ster) (overleden 2015)
- 1926 - Paul Janssen, Belgisch arts en farmacoloog (overleden 2003)
- 1927 - Mathé Altéry, Frans sopraan
- 1927 - Gianna Maria Canale, Italiaans actrice (overleden 2009)
- 1927 - Ina Müller-van Ast, Nederlands politica (overleden 2018)
- 1929 - Guus Zoutendijk, Nederlands politicus (overleden 2005)
- 1931 - Ian Holm, Brits acteur (overleden 2020)
- 1931 - George Jones, Amerikaans countryzanger (overleden 2013)
- 1931 - Silvia Pinal, Mexicaans actrice en politica (overleden 2024)
- 1933 - Jewel Akens, Amerikaans zanger en muziekproducent (overleden 2013)
- 1934 - Jaegwon Kim, Koreaans-Amerikaans filosoof (overleden 2019)
- 1935 - Harvey J. Alter, Amerikaans medisch onderzoeker, viroloog en scheikundige
- 1936 - Michael Posner, Amerikaans psycholoog
- 1937 - Gus Backus, Amerikaans zanger (overleden 2019)
- 1938 - Arie van der Hek, Nederlands politicus
- 1938 - Anne Helm, Canadees actrice
- 1938 - Joop van Tijn, Nederlands journalist (overleden 1997)
- 1940 - Monique Goeffers, Belgisch atlete
- 1940 - Linda Gray, Amerikaans actrice
- 1941 - Maarten Boelen, Nederlands politicus (overleden 2022)
- 1941 - Hiroaki Kuwahara, Japans componist en dirigent
- 1942 - Gerard Haverkort, Nederlands dichter (overleden 2017)
- 1942 - Lambert Quant, Nederlands burgemeester
- 1943 - Kurt Demmler, Duits singer-songwriter (overleden 2009)
- 1943 - Michael Ondaatje, Canadees schrijver
- 1943 - Hannemieke Stamperius, Nederlands schrijfster (Hannes Meinkema, Justa Abbing) en feministe (overleden 2022)
- 1944 - Eddie Keizan, Zuid-Afrikaans autocoureur (overleden 2016)
- 1944 - Yoshio Kikugawa, Japans voetballer (overleden 2022)
- 1944 - Barry White, Amerikaans soulzanger (overleden 2003)
- 1946 - David Garrick, Brits zanger (overleden 2013)
- 1947 - Diana Lebacs, Curaçaos auteur, zangeres en actrice (overleden 2022)
- 1948 - Jean-Louis Schlesser, Frans autocoureur
- 1948 - Abdulqawi Yusuf, Somalisch rechter
- 1949 - Irina Rodnina, Russisch kunstschaatsster
- 1950 - Bob van Hellenberg Hubar, Nederlands filmproducent en advocaat (overleden 2008)
- 1951 - Bertie Ahern, Iers premier
- 1951 - Tom Fontana, Amerikaans acteur en filmproducent
- 1951 - Joe Pantoliano, Italiaans-Amerikaans acteur
- 1952 - Gerry Beckley, Amerikaans gitarist en zanger
- 1952 - Neil Peart, Canadees drummer en songschrijver (overleden 2020)
- 1952 - Roger Philippi, Luxemburgs voetbalscheidsrechter
- 1953 - Bernt Ivar Eidsvig, Noors geestelijke, theoloog en bisschop
- 1953 - Nan Goldin, Amerikaans fotografe
- 1953 - O-gon Kwon, Zuid-Koreaans rechter
- 1953 - Gé Reinders, Nederlands zanger, musicus en schrijver
- 1954 - Scott Hamilton, Amerikaans saxofonist
- 1955 - Hein van Beem, Nederlands (stem)acteur en regisseur
- 1955 - Peter Scolari, Amerikaans acteur, filmregisseur en filmproducent (overleden 2021)
- 1956 - Leslie Cheung, Chinees acteur (overleden 2003)
- 1957 - Bud Brocken, Nederlands voetballer
- 1957 - Julya Lo'ko, Moluks-Nederlands zangeres
- 1957 - Hans Zimmer, Duits componist
- 1958 - Mark Demesmaeker, Belgisch politicus
- 1959 - Scott Brown, Amerikaans politicus
- 1959 - Sigmar Gabriel, Duits politicus
- 1959 - Dag Otto Lauritzen, Noors wielrenner
- 1960 - Robert John Burke, Amerikaans acteur
- 1960 - Hugo Ciroux, Belgisch atleet
- 1960 - Ladislav Molnár, Slowaaks voetballer en voetbalcoach
- 1961 - Mylène Farmer, Frans zangeres
- 1961 - Henk Hanssen, Nederlands schrijver en journalist (overleden 2024)
- 1963 - Shannon Crawford, Canadees roeister
- 1963 - Patrick Dybiona, Nederlands zwemmer
- 1964 - Peter Blangé, Nederlands volleyballer
- 1964 - Dieter Hecking, Duits voetballer en voetbalcoach
- 1966 - Anousheh Ansari, Amerikaans zakenvrouw
- 1966 - Jari Kinnunen, Fins voetballer
- 1967 - Bart Schouten, Nederlands schaatstrainer
- 1967 - Alexander Shabalov, Amerikaans schaker
- 1967 - Steve Sweet (Darkraver), Nederlands dj
- 1968 - Kin Veng Ng, Macaus-Chinees autocoureur
- 1968 - Kees van der Staaij, Nederlands politicus
- 1969 - Mika Myllylä, Fins langlaufer (overleden 2011)
- 1970 - José Fernando Santa, Colombiaans voetballer
- 1971 - Younes El Aynaoui, Marokkaans tennisser
- 1971 - Chandra Sturrup, Bahamaans atlete
- 1971 - Perry Ubeda, Nederlands vechtsporter
- 1972 - Ferry de Haan, Nederlands voetballer
- 1972 - Stephen van Haestregt, Nederlands drummer
- 1972 - Silvah Bullet (Richard David Brown), Brits rapper
- 1972 - Pieter Loridon, Belgische basketbalspeler
- 1972 - Chris Willemsen, Belgisch acteur
- 1972 - Kevin Wong, Amerikaans beachvolleyballer
- 1973 - Darren Campbell, Brits atleet
- 1973 - María Paz Ferrari, Argentijns hockeyster
- 1973 - Marlon Kicken, Nederlands stand-upcomedian en tonprater
- 1973 - Jack Rosendaal, Nederlands atleet
- 1973 - Paul Walker, Amerikaans acteur (overleden 2013)
- 1974 - Emebet Abossa, Ethiopisch atlete
- 1974 - Guy Smith, Brits autocoureur
- 1976 - Bizzy Bone, Amerikaans rapper
- 1976 - Johan Bruinsma, Nederlands wielrenner
- 1976 - Jolanda Čeplak, Sloveens atlete
- 1976 - Maciej Żurawski, Pools voetballer
- 1977 - 2 Chainz, Amerikaans hip-hopartiest
- 1977 - Remco van Eijden, Nederlands darter
- 1977 - Ewoud Kieft, Nederlands schrijver en historicus
- 1977 - Joseph Ngeny, Keniaans atleet
- 1977 - Pia Tjelta, Noors actrice
- 1978 - Sverrir Guðnason, IJslands acteur
- 1978 - Benjamin McKenzie, Amerikaans acteur
- 1979 - Jonathan Joubert, Luxemburgs voetbaldoelman
- 1980 - Dave Chisnall, Engels darter
- 1980 - Yao Ming, Chinees basketballer
- 1981 - Arata Fujiwara, Japans atleet
- 1981 - Jennifer Hudson, Amerikaans actrice en zangeres
- 1981 - Greg Nixon, Amerikaans atleet
- 1982 - Kiran Bechan, Nederlands voetballer
- 1982 - Isabelle Caro, Frans actrice en fotomodel (overleden 2010)
- 1983 - Medi Broekman, Nederlands actrice
- 1983 - Gijs Luirink, Nederlands voetballer
- 1984 - Petra Linnea Paula Marklund (September), Zweeds zangeres
- 1984 - Rhoshandiatelly-neshiaunneveshenk Koyaanfsquatsiuty Williams, Amerikaanse vrouw met de langste voornaam ter wereld
- 1985 - Kim Chang-soo, Zuid-Koreaans voetballer
- 1985 - Jamie Cope, Engels snookerspeler
- 1985 - Sascha Klein, Duits schoonspringer
- 1985 - Willem Rebergen, Nederlands dj
- 1985 - Matthias Velghe, Belgisch voetballer
- 1986 - Alfie Allen, Brits acteur
- 1986 - Kamila Chudzik, Pools atlete
- 1986 - Joanne Jackson, Brits zwemster
- 1986 - Emmy Rossum, Amerikaans actrice
- 1986 - Kevin Seeldraeyers, Belgisch wielrenner
- 1986 - Tim Vincken, Nederlands voetballer
- 1986 - Freddy Wennemars, Nederlands schaatser
- 1986 - Yuto Nagatomo, Japans voetballer
- 1986 - Aleksej Zjigin, Kazachs schaatser
- 1987 - Elena Könz, Zwitsers snowboardster
- 1987 - Jeffrey Rijsdijk, Nederlands voetballer
- 1987 - Kelvin Snoeks, Nederlands autocoureur
- 1987 - Mulualem Girma Teshale, Ethiopisch zwemmer
- 1988 - Nastasia Noens, Frans alpineskiester
- 1989 - Maarten Boddaert, Nederlands voetballer
- 1989 - Aberu Kebede, Ethiopisch atlete
- 1989 - Tim Knol, Nederlands singer-songwriter
- 1989 - Rafał Majka, Pools wielrenner
- 1989 - Alexander Payer, Oostenrijks snowboarder
- 1990 - Diane Borg, Maltees atlete
- 1990 - Meseret Hailu, Ethiopisch atlete
- 1990 - Yuji Kunimoto, Japans autocoureur
- 1991 - Thomas Meunier, Belgisch voetballer
- 1991 - Dilan Yurdakul, Nederlands-Turks actrice
- 1992 - Ragnhild Mowinckel, Noors alpineskiester
- 1992 - Johannes Strolz, Oostenrijks alpineskiër
- 1994 - Kim Nam-joon (RM), Koreaans rapper (Bangtan Boys)
- 1995 - Raphael Dwamena, Ghanees voetballer (overleden 2023)
- 1995 - Steven Gardiner, Bahamaans atleet
- 1995 - Lee Sang-ho, Zuid-Koreaans snowboarder
- 1996 - Joshua Cheptegei, Oegandees atleet
- 1996 - Nicole Schott, Duits kunstschaatsster
- 1997 - Sophia Schneider, Duits biatlete
- 2001 - Charles Leong, Macaus autocoureur
- 2002 - Filip Ugran, Roemeens autocoureur
- 2003 - Omar El Hilali, Marokkaans-Spaans voetballer
- 2006 - Liz Vergeer, Nederlands actrice

## Overleden

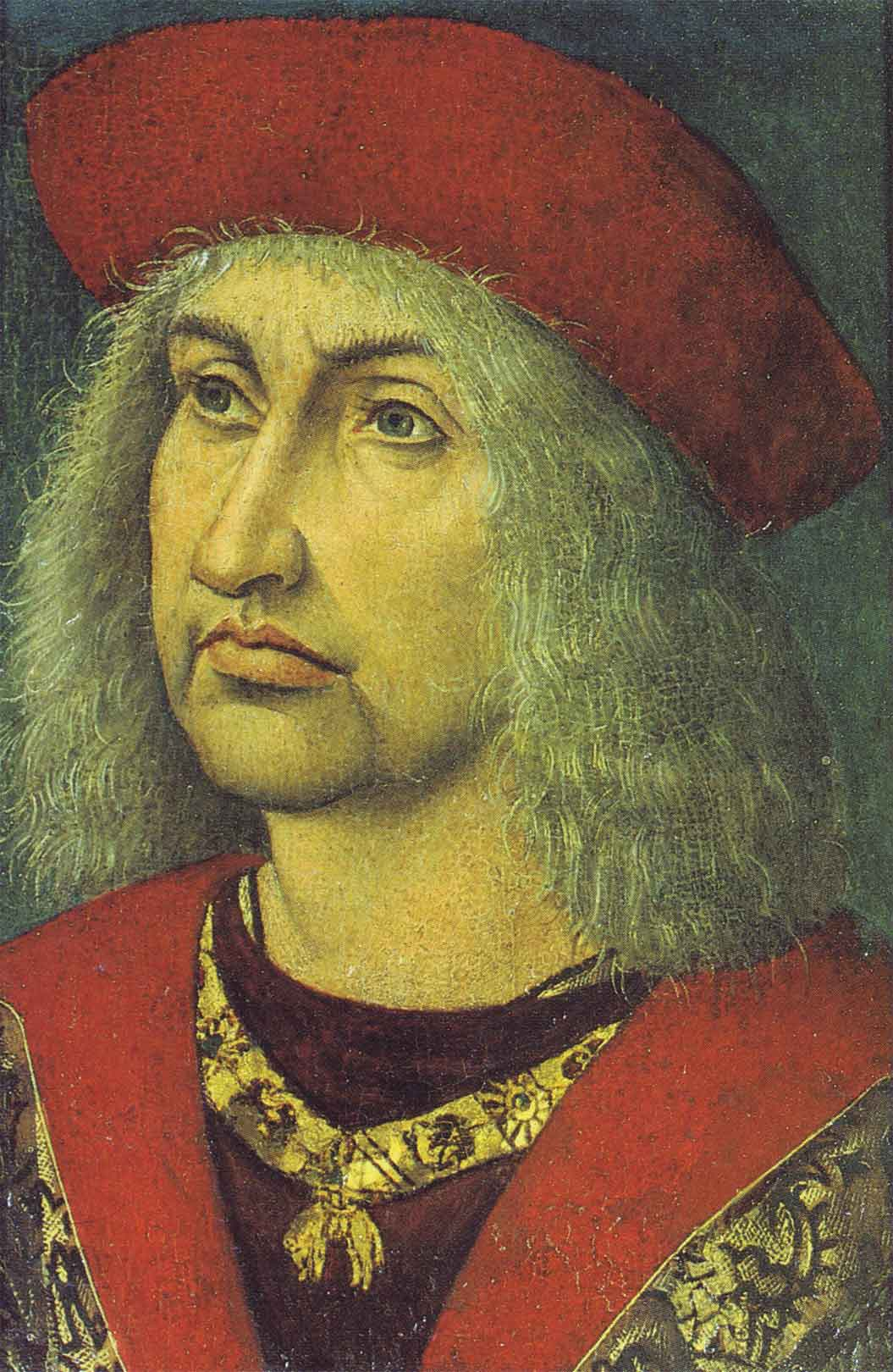
Albrecht van Saksen
overleden in 1500

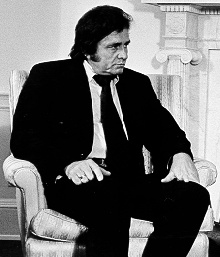
Johnny Cash
overleden in 2003

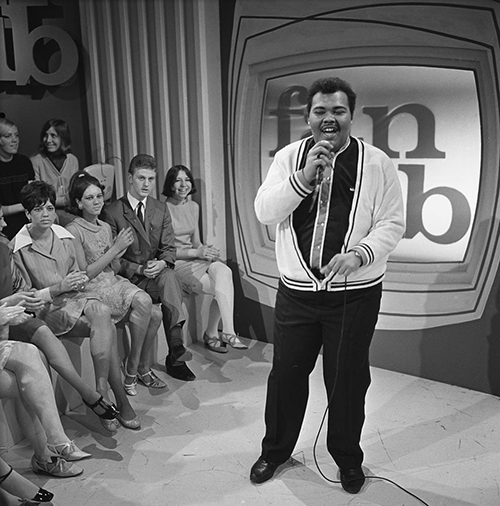
Big John Russell
overleden in 2010

- 551 - Sacerdos (64), aartsbisschop van Lyon
- 640 - Sac K'uk', Maya koningin van Palenque
- 1477 - Hendrik III van Nassau-Beilstein, graaf van Nassau-Beilstein
- 1500 - Albrecht van Saksen (57), Hertog van Saksen, landgraaf van Thüringen
- 1660 - Jacob Cats (82), Nederlands dichter, jurist en politicus
- 1683 - Alfons VI van Portugal (40), Portugees koning
- 1733 - François Couperin (64), Frans componist
- 1812 - Pjotr Bagration (47), Russisch generaal
- 1819 - Gebhard Leberecht von Blücher (76), Pruisisch veldmaarschalk
- 1836 - Christian Dietrich Grabbe (34), Duits toneelschrijver
- 1926 - Henri Albers (60), Nederlands-Frans operazanger
- 1963 - Modest Altschuler (90), Russisch cellist, dirigent en componist
- 1965 - Chris Berger (54), Nederlands atleet
- 1969 - Charles Foulkes (66), Canadees militair
- 1973 - Armas Toivonen (74), Fins atleet
- 1977 - Steve Biko (34), Zuid-Afrikaans student
- 1990 - Max Tailleur (81), Nederlands humorist
- 1991 - Albert Bruce Matthews (82), Canadees militair
- 1992 - Christian de Saint Hubert (65),  Belgisch diplomaat en maritiem historicus
- 1992 - Anthony Perkins (60), Amerikaans filmacteur
- 1993 - Raymond Burr (76), Amerikaans acteur
- 1994 - Boris Jegorov (56), Russisch ruimtevaarder (kosmonaut) en arts
- 1994 - Avtandil Tsjkoeaseli (62), Sovjet-Georgisch voetballer
- 1995 - Jeremy Brett (61), Brits acteur
- 1995 - John Grahame Douglas Clark (88), Brits archeoloog
- 1998 - Henricus Bomers (62), Nederlands bisschop van Haarlem
- 1998 - Esther Hartog (93), Nederlands fotografe
- 2000 - Konrad Kujau (62), Duits vervalser
- 2003 - Johnny Cash (71), Amerikaans country-zanger
- 2004 - Jack Turner (84), Amerikaans autocoureur
- 2005 - Reinold Kuipers (91), Nederlands ondernemer
- 2008 - Pacita Madrigal-Gonzales (93), Filipijns senator
- 2009 - Norman Borlaug (95), Amerikaans agronoom en Nobelprijswinnaar (1970)
- 2009 - Willy Ronis (99), Frans fotograaf
- 2010 - Claude Chabrol (80), Frans regisseur
- 2010 - Bert Champagne (73), Belgisch acteur
- 2010 - Albert Claes (95), Belgisch liberaal politicus
- 2010 - Henk van Dorp (63), Nederlands (televisie)meteoroloog
- 2010 - Big John Russell (67), Nederlands soulzanger
- 2010 - Giulio Zignoli (64), Italiaans voetballer
- 2011 - Alexander Galimov (26), Russisch ijshockeyer
- 2011 - Frits Castricum (64), Nederlands politicus
- 2012 - J. Christopher Stevens (52), Amerikaans ambassadeur van Libië
- 2013 - Roel van Aalderen (69), Nederlands landschapsarchitect
- 2013 - Ray Dolby (80), Amerikaans audiopionier
- 2013 - Erich Loest (87), Duits schrijver
- 2014 - John Bardon (75), Brits acteur
- 2014 - Atif Obaid (82), Egyptisch minister-president
- 2014 - Ian Paisley (88), Noord-Iers politicus en dominee
- 2014 - Joe Sample (75), Amerikaans jazzpianist
- 2015 - Matthijs Rümke (61), Nederlands theatermaker en artistiek leider
- 2016 - Ellen Burka (95), Nederlands-Canadees kunstschaatsster en coach
- 2016 - Sándor Csoóri (86), Hongaars dichter, essayist, schrijver en politicus
- 2017 - Frank Capp (86), Amerikaans drummer en orkestleider
- 2017 - Mark La Mura (68), Amerikaans acteur
- 2017 - Riem de Wolff (74), Indisch-Nederlands zanger en gitarist van The Blue Diamonds
- 2018 - Rachid Taha (59), Frans zanger
- 2019 - Jan Westra (76), Nederlands burgemeester
- 2020 - Denise De Weerdt (92), Belgisch actrice
- 2020 - Jack Roland Murphy (83), Amerikaans surfer en crimineel
- 2020 - Sepp Neumayr (88), Oostenrijks componist, dirigent en muziekuitgever
- 2021 - Thom van Dijck (92), Nederlands hockeyspeler
- 2021 - Hans Haas (76), Nederlands burgemeester
- 2021 - Ger de Joode (82), Nederlands kunstenaar
- 2021 - Nicolás Naranjo (31), Argentijns wielrenner
- 2021 - Fabio Taborre (36), Italiaans wielrenner
- 2021 - Gunnar Utterberg (78), Zweeds kanovaarder
- 2022 - Ramsey Lewis (87), Amerikaans jazzpianist en toetsenist
- 2022 - Eric Pianka (83), Amerikaans herpetoloog en evolutionair ecoloog
- 2023 - Schelte van Heemstra (82), Nederlands diplomaat
- 2024 - Paul Schollaert (83), Belgisch priester en componist

## Viering/herdenking

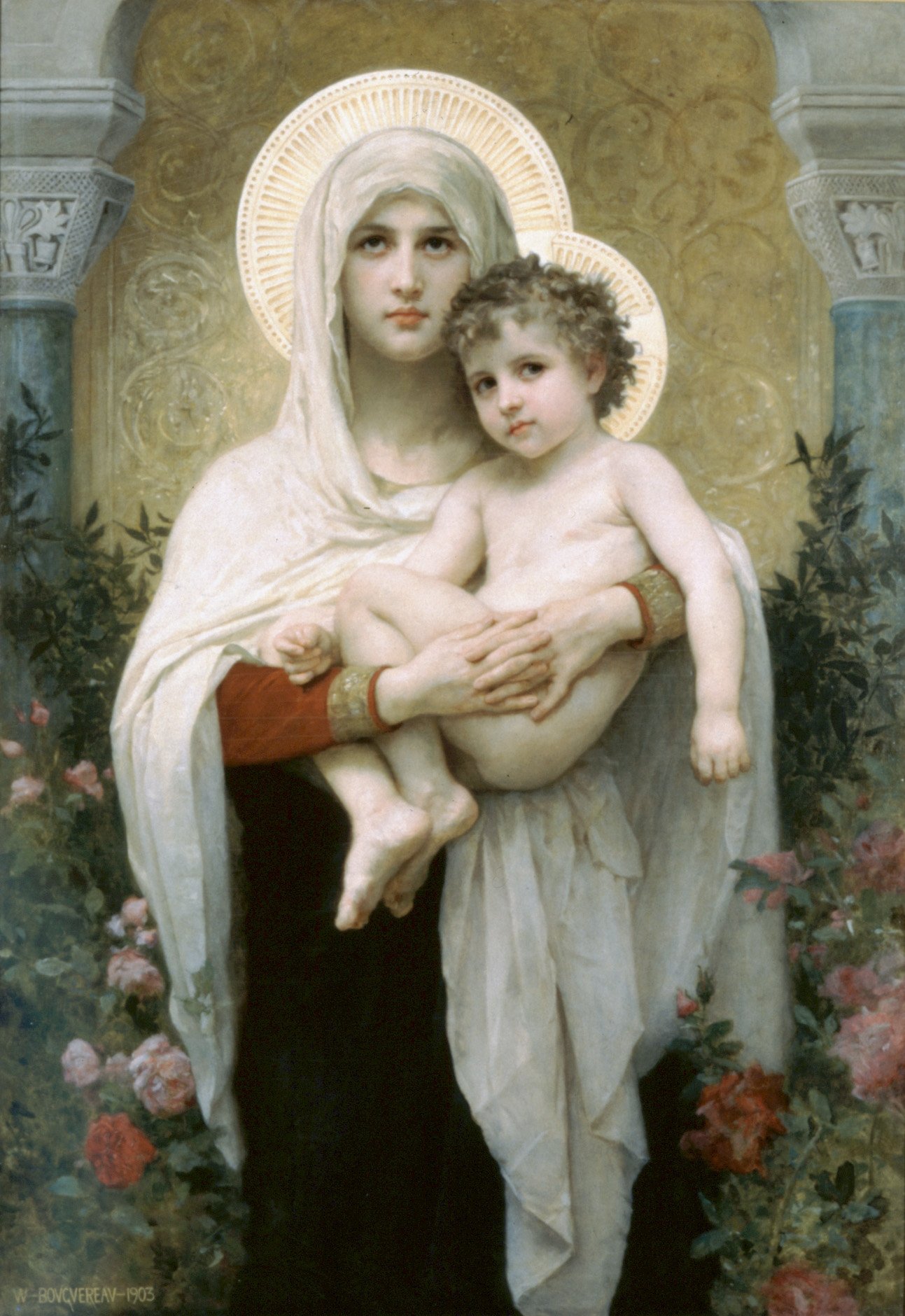
Heilige Naam van Maria

- Ethiopië - Nationale dag van de revolutie (sinds 1974)
- Kaapverdië - Nationale feestdag
- Spanje - El Viso del Alcor - Feesten ter ere van Santa Maria van Alcor.
- Rooms-katholieke kalender:
  - Heilige Naam van Maria (1683) - Vrije Gedachtenis
  - Heilige Guido van Anderlecht, Patroon v/d kosters en de koetsiers († 1012)
  - Heilige Ailb(h)e van Emly († ca. 530/41) - Vrije Gedachtenis in Ierland
  - Heilige Eanswith († 640)
  - Zalige Apollinaris (Franco) († 1622)
  - Zalige (Maria) Victoria Fornari(-Strata) († 1617)
  - Aartsbisdom Mechelen-Brussel: verjaardag wijding kathedraal - Feest (Mechelen-Brussel)
- Internationale dag van de Migraine[9]

## Weerextremen

### Nederland
| | Officiële records | Officiële records | Officiële records |      | Landelijke records | Landelijke records | Landelijke records |
| Gebeurtenis | Jaar              | Extreem           | Locatie           | Jaar | Extreem            | Locatie            |                    |
| --- | ----------------- | ----------------- | ----------------- | ---- | ------------------ | ------------------ | ------------------ |
| Laagste etmaalgemiddelde temperatuur (°C) | 1931              | 7,8               | De Bilt           |      | 1931               | 7,6                | Eelde              |
| Hoogste etmaalgemiddelde temperatuur (°C) | 1951, 2016        | 20,9              | De Bilt           |      | 1999               | 23,7               | Maastricht         |
| Laagste minimumtemperatuur (°C) | 1931              | 2,4               | De Bilt           |      | 1991               | 0,1                | Hupsel             |
| Hoogste minimumtemperatuur (°C) | 1951              | 16,1              | De Bilt           |      | 2016               | 19,8               | Vlissingen         |
| Laagste maximumtemperatuur (°C) | 1931              | 11,5              | De Bilt           |      | 1986               | 11,3               | Maastricht         |
| Hoogste maximumtemperatuur (°C) | 1919              | 29,3              | De Bilt           |      | 1919               | 33,2               | Vlissingen         |
| Hoogste uurgemiddelde windsnelheid (m/s) | 1921, 1957        | 11,8              | De Bilt           |      | 2011               | 22,0               | Houtribdijk        |
| Hoogste windstoot (m/s) | 1957              | 26,8              | De Bilt           |      | 2011               | 30,0               | Houtribdijk        |
| Langste zonneschijnduur (uur) | 2002              | 12,0              | De Bilt           |      | 2002               | 12,2               | Hoorn Terschelling |
| Langste neerslagduur (uur) | 1955              | 11,4              | De Bilt           |      | 1983               | 13,6               | Gilze-Rijen        |
| Hoogste etmaalsom van de neerslag (mm) | 2008              | 37,5              | De Bilt           |      | 1983               | 44,4               | Gilze-Rijen        |
| Laagste etmaalgemiddelde relatieve vochtigheid (%) | 1911              | 46                | De Bilt           |      | 1911               | 41                 | Maastricht         |
| Laagste uurwaarde luchtdruk op zeeniveau (hPa) | 1957              | 990,2             | De Bilt           |      | 1957               | 984,5              | Leeuwarden         |
| Hoogste uurwaarde luchtdruk op zeeniveau (hPa) | 1944              | 1032,2            | De Bilt           |      | 1944               | 1034,4             | Eelde              |
| Officiële records worden altijd gemeten op het KNMI-weerstation in De Bilt. Landelijke records kunnen worden gemeten op elk officieel KNMI-weerstation in Nederland. |                   |                   |                   |      |                    |                    |                    |

Uitzonderlijke gebeurtenissen
- 1911 - Officieel maandrecord laagste etmaalgemiddelde relatieve vochtigheid in % van september gemeten in De Bilt: 46
- 1911 - Laatste officiële zomerse dag van het jaar (maximumtemperatuur ≥ 25 °C in De Bilt)
- 1929 - Laatste officiële zomerse dag van het jaar (maximumtemperatuur ≥ 25 °C in De Bilt)
- 1957 - Officieel maandrecord hoogste windstoot in m/s van september gemeten in De Bilt: 26,8. Samen met 28 september 1956
- 1966 - Laatste officiële zomerse dag van het jaar (maximumtemperatuur ≥ 25 °C in De Bilt)
- 2015 - Laatste officiële warme dag van het jaar (maximumtemperatuur ≥ 20 °C in De Bilt)
- 2023 - Landelijk hoogste etmaalsom van de neerslag in mm van september dit jaar gemeten in Ell: 43,6

### België
Dagrecords
- 1986 - Laagste etmaalgemiddelde temperatuur 9,2 °C
- 1919 - Hoogste etmaalgemiddelde temperatuur 25 °C
- 1940 - Laagste minimumtemperatuur 3,5 °C
- 1919 - Hoogste maximumtemperatuur 32,5 °C[12]
- 1933 - Hoogste etmaalsom van de neerslag 21,5 mm

Uitzonderlijke gebeurtenissen
- 1902 - Tornado in Schellebelle (Wichelen).

<< · 1 · 2 · 3 · 4 · 5 · 6 · 7 · 8 · 9 · 10 · 11 · 12 · 13 · 14 · 15 · 16 · 17 · 18 · 19 · 20 · 21 · 22 · 23 · 24 · 25 · 26 · 27 · 28 · 29 · 30 · >>